# 근접 발달 영역
근접발달영역(러시아어: зона ближайшего развития, 영어: zone of proximal development, ZPD)은 레프 비고츠키가 제시한 아동의 인지발달 이론이다. 곧 아동이 스스로 도달할 수 있는 능력과 주변의 도움을 받아 도달할 수 있는 능력을 구분하여, 아동이 새로운 미지 영역의 추가적인 인지발달을 이루기 위해서는 근접발달영역 안에서 정교한 교수활동이 일어나야 한다는 것이다.
정신 발달 수준이 동일한 아동이라도 교사의 지도하에 학습 능력이 매우 달라지기 때문에 이 두 아동은 정신적으로 같은 연령이 아니며, 이들의 후속 학습 코스도 매우 다를 것이다. 이러한 8세와 12세 사이의 차이 혹은 8세와 9세 사이의 차이를 우리는 '근접발달영역'이라고 부른다. 근접발달영역은 실제적 발달 수준과 잠재적 발달 수준 사이의 거리다. 실제적 발달 수준은 독립적 문제 해결에 의해 결정되고, 잠재적 발달 수준은 보다 더 많은 경험을 갖춘 성인의 안내 혹은 더 효과적인 능력이 있는 또래들과의 협동을 통한 문제 해결에 의해 결정된다.
이 이론은 정신의 발달을 과거의 성과가 아닌, 미래지향적인 잠재적 능력으로 본다는 점에서 기존에 서구 학계에서 지배적이었던 피아제의 인지발달 이론과 대비된다.

## 주요 개념

비고츠키의 근접발달영역

비고츠키의 인지발달 이론에서는 아동이 과제를 혼자서 해결할 수 있는 실제적 발달수준과 성인, 혹은 유능한 타인의 도움을 받아 해결할 수 있는 잠재적 발달수준을 구분하고 있다.
따라서 아동은 실제적 발달수준에 머무르거나 계속해서 유능한 타인의 도움만을 받아 해결하게 할 것이 아니라 이 둘 사이의 간극을 줄여 현재 발달수준을 점차 늘려가야 한다. 여기서 중요한 것은 실제적 발달수준과 잠재적 발달수준 사이의 간극인데, 이 간극을 근접발달영역이라고 한다.
곧 근접발달영역 안에서 정교한 교수-학습 작용이 일어나게 되면 학습자의 현재 발달수준이 늘어나게 되고, 아동이 성인과 같은 수준으로 계속해서 발달해 나간다는 것이다. 이는 앞서 서양 학계에서 널리 알려졌던 피아제의 이론에서 발달이 개인에 의해 일어난다고 보았던 것과는 다른 인식으로 개인과 사회가 지속적으로 접촉 ·  교류하면서 인지적 발달이 일어난다고 본다.
첫 번째 수준은 '실제적 발달 수준'이라고 이름 붙일 수 있다. 이는 이미 완수된 발달 주기의 결과로 정해진 아동의 정신 기능 발달 수준을 말한다. 검사를 사용해 아동의 정신 연령을 결정할 때, 우리는 실제적 발달 수준을 다루고 있는 것이다. 아동의 정신 발달에 관한 연구들은 아동이 혼자서 할 수 있는 것들이 정신 능력의 지표라고 가정한다. 아동에게 여러 검사를 하거나 다양한 난이도의 여러 과업을 수행하게 하여, 아동이 어떤 난이도의 과업을 어떻게 해결하는가를 기반으로 아동의 정신 발달의 정도를 판단한다. 반면에, 안내하는 질문을 제공하거나 문제를 해결하는 방법을 보여줬을 때 아동이 그 문제를 해결한다면, 혹은 교사가 문제 해결을 시작하고 아동이 이를 끝낸다면, 또는 다른 아이들과 협동하여 문제를 해결한다면—간단히 말해서, 아동이 문제의 독립적인 해결에 아주 조금 못 미친다면—이러한 문제 해결은 아동의 정신 발달을 나타내는 것으로 간주되지 않는다. 이러한 '진실'은 익숙한 것이었고, 상식에 의해서 강화돼 왔다. 지난 10년 동안 가장 심오한 사색가들도 이러한 가정에 의문을 제기하지 않았다. 그들은 아동이 혼자서 할 수 있는 것보다 다른 사람의 도움으로 할 수 있는 것이 어떤 의미에서는 아동의 정신 발달을 더 잘 보여준다는 생각을 하지 못했다.

아동의 실제적 발달 수준은 이미 성숙한 기능들이라고 간단하게 정의할 수 있다. 만일 어떤 아동이 이러저러한 것들을 독립적으로 할 수 있으면, 이것은 이러저러한 기능들이 아동의 내부에서 성숙했다는 것을 의미한다. 근접발달영역은 독립적으로는 해결할 수 없지만 도움을 받으면 풀 수 있는 문제들에 의해 결정된다. 근접발달영역은 성숙하지는 않았지만 성숙 과정에 있는 기능들, 미래에 성숙할 것이지만 현재는 태아 상태에 있는 기능들이라고 정의된다. 이러한 기능들은 발달의 '새싹' 혹은 '꽃'이라고 이름 붙일 수 있다. 실제적 발달 수준은 이미 이뤄진 정신발달을 기술하는 반면, 근접발달영역은 기대되는 정신발달을 기술한다.

## 학습과 발달의 상호 관계
비고츠키에 따르면, 좋은 학습이 이루어지면, 오늘 잠재적 발달 수준을 실제적 발달 수준으로 끌어올리면, 내일 새로운 잠재적 발달 수준이 형성된다. 즉, 새로운 근접발달영역을 형성한다.
"나는 오늘의 근접발달영역이 내일의 실제적 발달 수준이 된다—오늘 다른 사람의 도움을 받아서 할 수 있었던 것이 미래에는 혼자서 할 수 있게 된다—는 것을 보여주는 취학 전 아동에 관한 연구를 논의할 것이다."
"학습의 핵심적인 특징은 그것이 근접발달영역을 만들어낸다는 것이다. 즉, 학습은 아동이 주변 사람들과 상호작용하거나 친구들과 협동할 때만 작동할 수 있는 다양한 내적 발달 과정들을 일깨운다. 이 과정들이 내면화되면 그것들은 아동의 독립적인 발달적 성취의 일부가 된다. 이런 관점에서 보면, 학습은 발달이 아니다. 그러나 적절하게 조직된 학습은 정신 발달을 가져오고, 학습과 분리하는 것이 불가능한 다양한 발달 과정들을 작동시킨다. 따라서 학습은 인간에게만 존재하는 문화적으로 조직된 심리 기능들을 개발하는 과정의 필수적•보편적 측면이다."

## 참고 문헌
1. ↑  L. S. 비고츠키, <마인드 인 소사이어티>, 정희욱 옮김, 학이시습, 2009, p. 134
2. ↑  L. S. 비고츠키, <마인드 인 소사이어티>, 정희욱 옮김, 학이시습, 2009, p. 132
3. ↑  L. S. 비고츠키, <마인드 인 소사이어티>, 정희욱 옮김, 학이시습, 2009, p. 134
4. ↑  L. S. 비고츠키, <마인드 인 소사이어티>, 정희욱 옮김, 학이시습, 2009, p. 135
5. ↑  L. S. 비고츠키, <마인드 인 소사이어티>, 정희욱 옮김, 학이시습, 2009, p. 139

- L. S. 비고츠키, <마인드 인 소사이어티>, 정희욱 옮김, 학이시습, 2009

## 같이 보기
- 레프 비고츠키
- 사회문화이론
- 구성주의 (교육)